# 罗斯柴尔德宫 (欧根亲王大街26号)

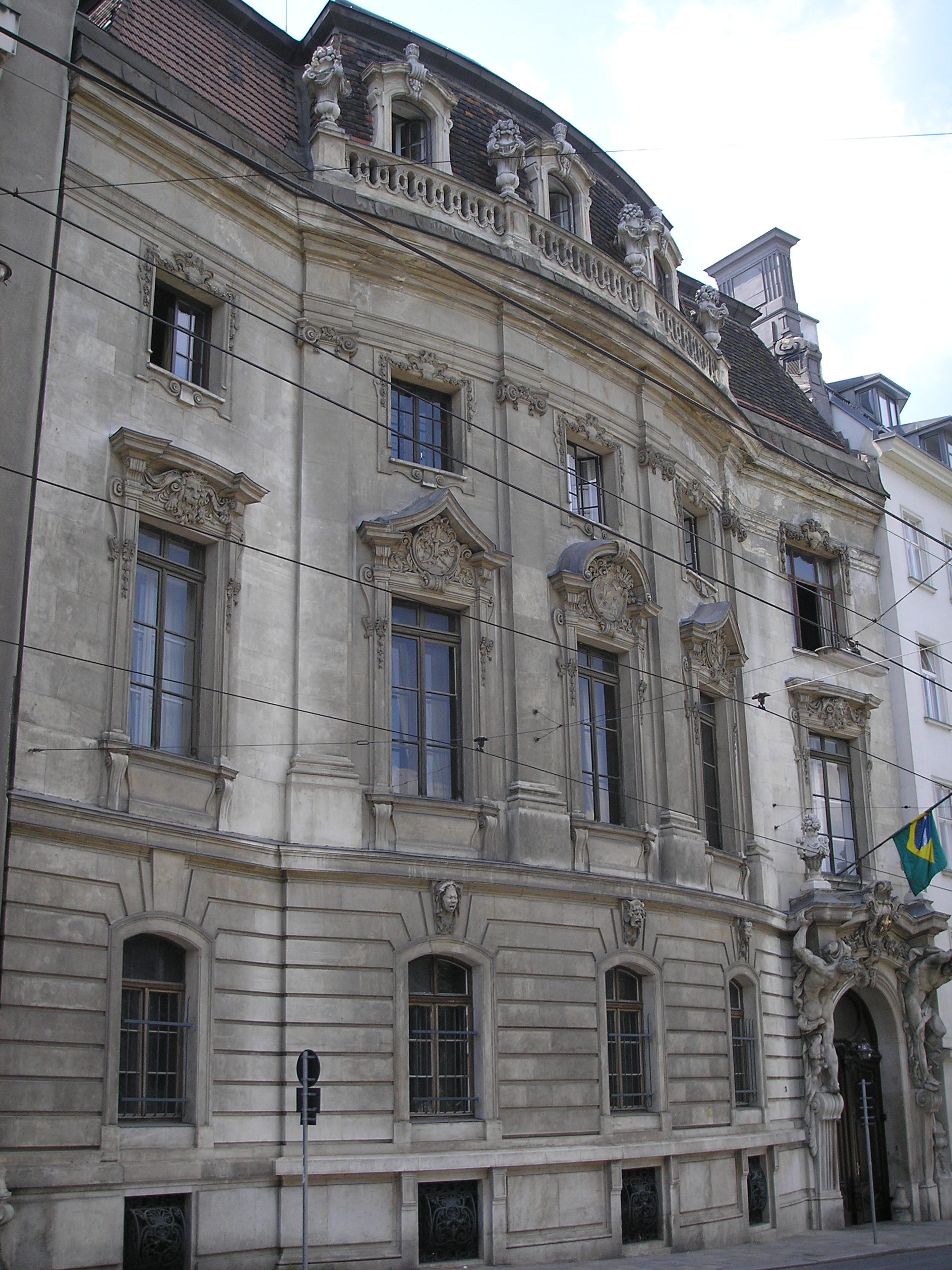
罗斯柴尔德宫 (欧根亲王大街26号)

罗斯柴尔德宫（Palais Rothschild）是位于奥地利维也纳欧根亲王大街26号的一座富丽堂皇的宫殿，曾是罗斯柴尔德银行家族成员在该市的五座豪宅之一。
这是阿尔伯特·所罗门·冯·罗斯柴尔德男爵委托兴建的第二座宫殿，另一座更大的宫殿阿尔伯特·罗斯柴尔德宫位于同一条大街的20-22号，现已被毁。它由建筑师费迪南德·费尔纳和赫尔曼·赫尔默设计和建造于1894年，高四层，新古典主义风格。在纳粹时期，这座宫殿也如同其他犹太人财产一样遭到彻底洗劫，但因没有结构性损伤而得以幸存，今天属于巴西使馆。